# Alliopsis kurahashii
Alliopsis kurahashii är en tvåvingeart som först beskrevs av Masayoshi Suwa 1977.  Alliopsis kurahashii ingår i släktet Alliopsis och familjen blomsterflugor. Inga underarter finns listade i Catalogue of Life.